# Кецове (филм)
„Кецове“ е български игрален филм от 2011 година на режисьорите Иван Владимиров и Валери Йорданов, по сценарий на Валери Йорданов. Оператор е Рали Ралчев.

## Сюжет
В началото на лятото шестима младeжи бягат от своите провали в семейството, в любовта, с парите, с амбициите, в срещите с различните от тях. Бягат от агресията на Града, който „различните“ са превзели. Всеки един от тях по свой път бяга на Изток от Ада... Към най-далечната от Града възможна точка. Бягат към морския бряг и към свободата си. Един девствен залив ги събира, сближава и преоткрива за тях надеждата. Но дали бягството от агресията и града е възможно…

## Актьорски състав
- Филип Аврамов
- Иван Бърнев
- Валери Йорданов
- Васил Драганов
- Ина Николова
- Иво Аръков
- Радослав Първанов
- Мариан Вълев

## Награди
- Специална награда на град Варна от фестивала „Златна роза“ (Варна, 2011).[1]
- Награда за най-добър актьор на фестивала „Златна роза“ (Варна, 2011) – за Филип Аврамов (за ролите му в „Кецове“ и „Номер 1“).